# Tjalfiella tristoma
Tjalfiella tristoma is een soort in de taxonomische indeling van de ribkwallen (Ctenophora). 
De kwal behoort tot het geslacht Tjalfiella en behoort tot de familie Tjalfiellidae. De wetenschappelijke naam van de soort werd voor het eerst geldig gepubliceerd in 1910 door Mortensen.